# Måntjärnen
Måntjärnen är en sjö i Vilhelmina kommun i Lappland och ingår i Gideälvens huvudavrinningsområde.